# Cigla
Cigla – wieś (obec) na Słowacji w kraju preszowskim, w powiecie Svidník.
Cigla położony jest w historycznym kraju Szarysz na szlaku handlowym z Węgier do Polski. Pierwsze wzmianki o wsi pochodzą z roku 1427.